# Còrit de Tègea
Còrit (grec antic: Κόριθος), va ser, segons la mitologia grega, un rei de la ciutat de Tègea, a l'Arcàdia.
Aquest rei està relacionat amb la llegenda de Tèlef. Quan Auge, la mare de Tèlef va ser abandonada al mar pel seu pare Àleu, Tèlef havia estat abandonat a la muntanya, a l'Arcàdia. Mentre Naupli que havia recollit Auge, venia la mare a uns mercaders que la van portar a Mísia, el petit Tèlef era alletat per una cérvola. El van recollir uns pastors del rei Còrit, que li van oferir com a present. Còrit va educar el nen com si fos fill seu i li donà el nom de Tèlef, en el qual va inclòs el mot grec que significa cérvol o cérvola (έλαφος).